# Szent Mihály és Gábriel arkangyalok fatemplom (Dabjon)
A dabjoni Szent Mihály és Gábriel arkangyalok fatemplom műemlékké nyilvánított épület Romániában, Szilágy megyében. A romániai műemlékek jegyzékében az  SJ-II-m-A-05050 sorszámon szerepel.